# Spomyšl
Spomyšl (en allemand : Spomischl) est une commune du district de Mělník, dans la région de Bohême-Centrale, en Tchéquie. Sa population s'élevait à 526 habitants en 2020.

## Géographie
Spomyšl se trouve à 9 km à l'ouest-sud-ouest de Mělník et à 30 km au nord-nord-ouest de Prague.
La commune est limitée par Horní Beřkovice et Cítov au nord, par Lužec nad Vltavou à l'est, par Vraňany au sud, et par Jeviněves à l'ouest.

## Histoire
La première mention écrite de la localité date de 1403.